# Minnesota Timberwolves
I Minnesota Timberwolves sono una delle trenta franchigie di pallacanestro che militano nel massimo campionato professionistico americano, la National Basketball Association. Fin dalla stagione d'esordio la squadra fa parte delle quindici squadre della Western Conference. La squadra, che rappresenta la città di Minneapolis, nello stato del Minnesota, da cui deriva il nome stesso della franchigia, nasce alla fine degli anni ottanta come franchigia di espansione. I Timberwolves sono una delle sole cinque squadre Nba a non avere nel nome il riferimento diretto alla città. Le altre quattro sono i Golden State Warriors di San Francisco, i Brookyln Nets di New York, gli Utah Jazz di Salt Lake City e gli Indiana Pacers di Indianapolis.
I Timberwolves nella storia sono la terza franchigia professionistica di pallacanestro con sede a Minneapolis e l'ultima NBA dopo il trasferimento dei Minneapolis Lakers a Los Angeles all'inizio degli anni sessanta. Le altre due, i Minnesota Muskies e i Minnesota Pipers, da tempo non più in attività, erano membri della American Basketball Association.
Colori sociali della franchigia sono blu scuro, grigio e bianco, anche se nei primi anni di vita molto spesso era dominante il nero, oggi meno utilizzato, anche a seguito del rebrand del logo maggiormente incentrato sui toni del blu. Simbolo della franchigia è per l'appunto un lupo ululante, scelto in omaggio al nome Timberwolves.
I Minnesota Timberwolves sono una delle franchigie più giovani della Nba, avendo esordito nel 1989. Nelle 35 stagioni sino ad ora disputate, hanno raggiunto i playoff in dodici occasioni, ottenendo come massimo risultato le finali di Western Conference per tre volte: nel 2003-04 e poi vent'anni dopo esatti, per due stagioni consecutive, nel 2023-24 e nel 2024-25.

## Storia della franchigia

### 1989-1995: La nascita e i primi anni nella NBA
L'idea di un ritorno del basket professionistico a Minneapolis risale al 1986, quando la NBA, alla fine degli anni ottanta, nel programma di allargamento delle squadre partecipanti al torneo, decide di inserire quattro nuove squadre nel torneo. Per evitare di aggiungere contemporaneamente quattro squadre, ritenute troppe in un solo momento, viene deciso di dividere gli ingressi in due fasi distinte. Due di queste nuove squadre, gli Charlotte Hornets e i Miami Heat, avrebbero esordito nel 1988. Le altre due squadre, gli Orlando Magic e i Minnesota Timberwolves per l'appunto, avrebbero invece esordito nel 1989.
A Minneapolis, una volta ottenuta l'ufficialità da parte della Nba che a breve sarebbe nata una nuova franchigia, in grado di riportare il grande basket in città dopo la parentesi dei Minneapolis Lakers poi trasferiti a Los Angeles, inizia subito la corsa per il nome della nuova franchigia. Alla fine del 1986 viene indetto il concorso 'Name the Team' su cui arrivano poco più di 6mila proposte con il ballottaggio decisivo tra Timberwolves e Polars. Alla fine la maggior parte delle preferenze vengono ottenute da Timberwolves, scelto come omaggio al Minnesota in cui risiede da sempre la più grande popolazione di lupi di tutti gli Stati Uniti.
Una volta ottenuto il via libera, gli uomini d'affari Harvey Ratner e Marv Wolfenson, pagano circa 32 milioni di dollari per la creazione della franchigia dei Timberwolves. Nel giro di poco viene anche svelato il logo, raffigurante il muso di un lupo.
Nel draft di espansione, che la lega concede alle nuove franchigie attingendo dagIi altri roster, viene scelto come rookie, con la decima scelta assoluta, Jerome Richardson dall'Università della California. Primo coach della franchigia è Bill Musselman. 
I Timberwolves debuttano il 3 novembre 1989 perdendo in casa dei Seattle SuperSonics 106-94. Cinque giorni dopo fanno il loro debutto casalingo perdendo contro i Chicago Bulls di Michael Jordan e Scottie Pippen 96-84. Solo due notti dopo ottengono finalmente la loro prima vittoria battendo i Philadelphia 76ers guidati da Charles Barkley il 10 novembre. La prima stagione si chiude con un record al botteghino che è tuttora imbattuto nella Nba, con più di un milione di spettatori durante tutto il campionato nella vecchia arena Hubert H. Humphrey Metrodome. I Timberwolves guidati da Tony Campbell con 23 punti di media finiscono la stagione d'esordio con un record 22-60, all'ultimo posto nella Midwest Division.
Nella stagione successiva, con un nuovo palazzetto da 19mila posti, il Target Center, dove la franchigia gioca tutt'oggi, e un nuovo allenatore, vincono solo 29 partite sulle 82 totali. I risultati al botteghino e l'interesse del pubblico, una volta esaurito l'entusiasmo della stagione d'esordio, complici gli scarsi risultati sul parquet dei primi anni novanta, inizia però a calare. Un calo che induce a riflessione i proprietari della lega e la stessa dirigenza dei T-Wolves, che valutano tra le ipotesi un eventuale trasferimento della franchigia a New Orleans; città ritenuta con un pubblico più caloroso, quindi potenzialmente più disposto a riempire il palazzetto, rispetto a Minneapolis. Alla fine la decisione è di mantenere la giovane franchigia a Minneapolis, con la dirigenza consapevole che solo un salto di qualità nelle prestazioni della squadra avrebbe potuto accendere definitivamente la passione tra città e franchigia. Tra il 1991 e il 1996 la squadra però stenta a decollare, pagando molto di inesperienza e mancando ogni anno l'accesso alla post-season a causa di un roster non all'altezza e alla difficile concorrenza da sempre presente nella Western Conference.

### 1995-2007: l'era Kevin Garnett
Un primo vero cambiamento positivo avviene al draft 1995. I Timberwolves scelgono l'ala forte Kevin Garnett che, grazie al nuovo coach Flip Saunders, rivoluziona la squadra insieme a elementi di valore come Christian Laettner e Tom Gugliotta. Inoltre i T-Wolves trovano una nuova stella nello scambio con i Milwaukee Bucks di Ray Allen per Stephon Marbury, la quarta scelta assoluta. Gugliotta e Garnett sono i primi giocatori dei Timberwolves ad essere scelti nell'NBA All-Star Game e sempre loro riescono a far giungere la franchigia ai playoffs per la prima volta nella sua storia nella stagione 1996-97, eliminati dagli Houston Rockets al primo turno. Sarà la prima di ben otto stagioni consecutive con accesso ai playoffs.

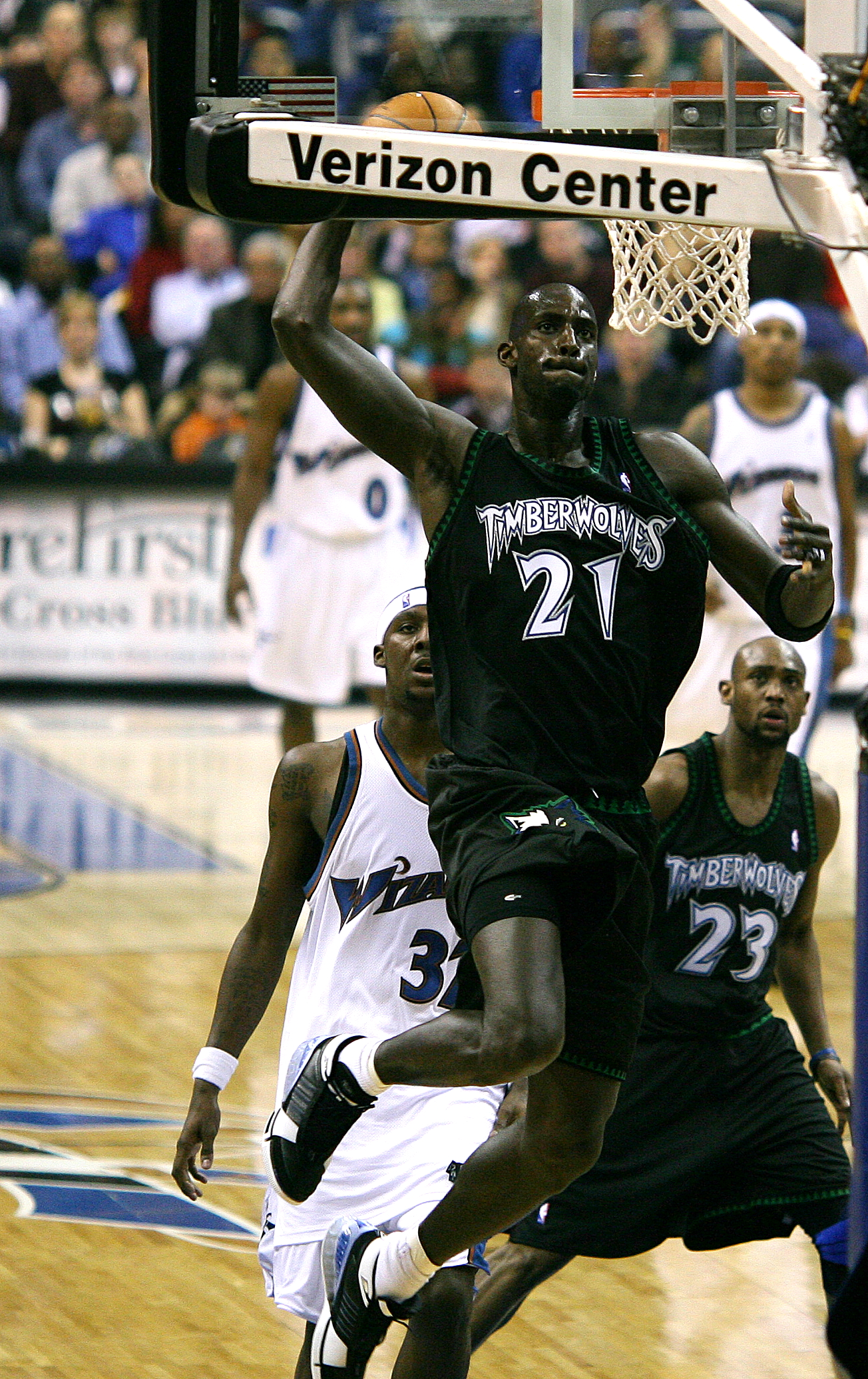
Kevin Garnett

Nel 1997-98 Garnett e Marbury conducono la squadra per la seconda volta di seguito ai play-off, ottenendo contro i Seattle SuperSonics il loro primo successo nella postseason, venendo comunque eliminati. Segue una nuova eliminazione l'anno dopo sempre al primo turno per mano questa volta dei San Antonio Spurs. Nel 1999-2000 viene scelto Wally Szczerbiak che sarà il terzo miglior marcatore della squadra e aiuterà i T-Wolves a raggiungere ancora una volta i play-off, eliminati al primo turno dai Portland Trail Blazers. L'anno dopo la squadra continua a migliorare il roster: viene lasciato partire Radoslav Nesterovič e arriva la guardia Chauncey Billups ma i Wolves continuano ad uscire al primo turno per altri due anni, eliminati rispettivamente dai San Antonio Spurs e dai Dallas Mavericks. Nel 2002-03 Kevin Garnett gioca la migliore stagione fino a quel momento, giungendo secondo nella classifica MVP con 23 punti di media e più di 13 rimbalzi. Giungendo terzi in classifica generale e con il vantaggio del campo grazie anche agli innesti del playmaker Rod Strickland e di Joe Smith, i T-Wolves nei play-off affrontano i Los Angeles Lakers di Kobe Bryant e Shaquille O'Neal, uscendone sconfitti in sette gare in una serie a tratti particolarmente equilibrata. 
Nell'anno successivo due scambi clamorosi portano a Minnesota Ervin Johnson, Sam Cassell, la combattiva guardia Latrell Sprewell e il centro Michael Olowokandi. Nella stessa stagione i T-Wolves disputano una grande stagione, finendo in testa alla Western Conference e sconfiggendo nei playoffs i Denver Nuggets per 4-1 e i Sacramento Kings per 4-3, prima di perdere contro i soliti Lakers la finale di conference per 4-2. La finale ad Ovest è il punto più alto sino a quel momento raggiunto dalla franchigia. Dopo la finale ad Ovest del 2004 persa contro i Lakers, per rivedere i T-Wolves in post-season sarà necessario attendere ben quattordici anni, sino al 2018.  Premio MVP invece per Kevin Garnett, ormai il giocatore simbolo della franchigia e leader indiscusso. Nel 2004-05 i T-Wolves non riescono a qualificarsi per i playoff e giungono soltanto noni ad Ovest. Ciò costa il posto a Flip Saunders sostituito in panchina da Kevin McHale. L'accesso ai playoffs viene mancato, con pessimi record vittorie-sconfitte, anche nei due anni successivi. Il 24 marzo 2007 Stephon Marbury riesce a mettere la prima 'tripla doppia' della franchigia: 23 punti, 14 rimbalzi e 16 assist.

### 2007-2014: l'era Kevin Love

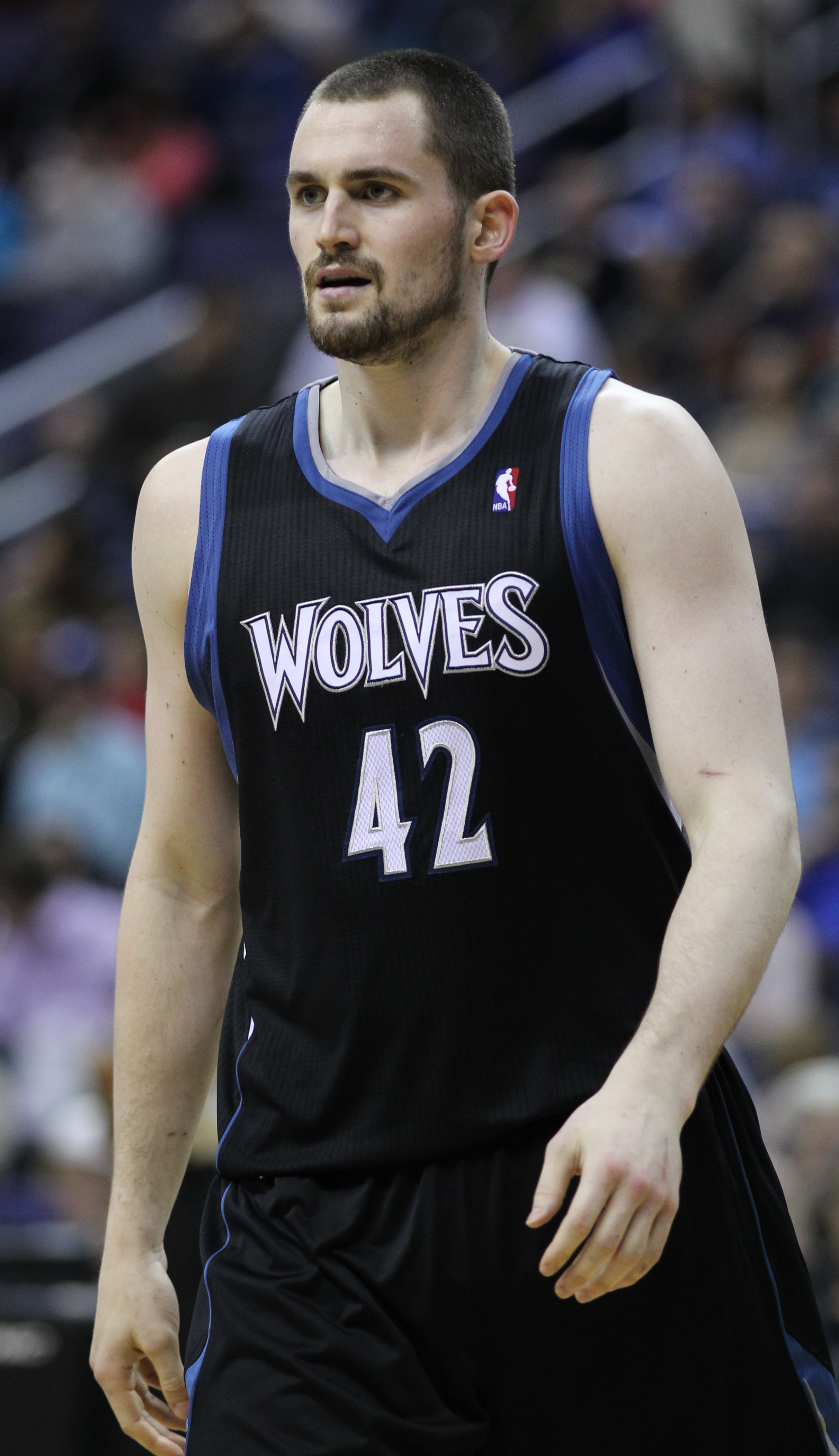
Kevin Love

Nell'estate del 2007 i Timberwolves decidono di ricostruire il roster con nuovi giovani, liberandosi degli ingaggi più pesanti e aumentando spazio salariale, come spesso accade in Nba nelle situazioni di rebuilding. Viene quindi fatto partire l'uomo franchigia Kevin Garnett che passa ai Boston Celtics in una delle maggiori trade di sempre: a Minneapolis arrivano Al Jefferson, Ryan Gomes, Sebastian Telfair, Gerald Green, Theo Ratliff, premi in denaro e due prime scelte per i draft. La squadra decide così di investire sul futuro per le stagioni a venire, non riuscendo però ad ottenere risultati soddisfacenti per circa un decennio.
Nel 2008 viene selezionato al draft l'ala Kevin Love. Viene creato un roster giovane e di talento guidato da Kevin Love, Al Jefferson, Corey Brewer e Randy Foye senza comunque andare oltre un mediocre record 24-58. Nelle stagioni successive la dirigenza dei Wolves decide di costruire intorno alla nuova stella Kevin Love una squadra da playoff. Vengono messi sotto contratto Darko Miličić, Wesley Johnson, Michael Beasley, Martell Webster, Jonny Flynn, Luke Ridnour, Nikola Peković e Kosta Koufos e viene ingaggiato come allenatore Kurt Rambis; ma le stagioni che seguono sono disastrose, chiuse con un 15-67 nel 2009-10 ,17-65 nel 2010-11 e 26-40 nel 2011-12.
Per la stagione 2012-13 si tenta una nuova ricostruzione: Michael Beasley decide di non rinnovare il contratto con i Wolves e con lui partono anche Anthony Randolph, Brad Miller, Anthony Tolliver. I Wolves piazzano un colpo di mercato ingaggiando la guardia Brandon Roy e un giocatore assente dalla NBA da un anno: l'ala grande Andrej Kirilenko, che, a causa del lockout NBA, aveva passato un anno in Europa al CSKA Mosca. La stagione è però segnata dai numerosi infortuni che colpiscono la squadra. Mentre i Wolves sono in zona play-off, i numerosi infortuni occorsi a giocatori come Ricky Rubio costringono la squadra a ingaggiare il veterano Josh Howard, che s'infortunerà anch'egli poco dopo. Il 3 gennaio contro i Denver Nuggets arriva infine l'infortunio più grave: Kevin Love, che aveva già perso le prime 9 partite della stagione per un infortunio alla mano, è costretto a chiudere la stagione per un riacutizzarsi del fastidio. La squadra in mano ai soli José Barea, Derrick Williams, Chase Budinger, Lou Amundson e Dante Cunningham, stenta senza il supporto dei loro leader. Il 6 aprile Rick Adelman raggiunge mille vittorie in carriera da allenatore. Il bilancio finale è di 31-51, fuori dai play-off e ben sotto le potenzialità della squadra, che però con la rosa quasi al completo aveva dimostrato di poter raggiungere i play-off. 

### 2014-2024: la rinascita con Karl Anthony Towns e Anthony Edwards

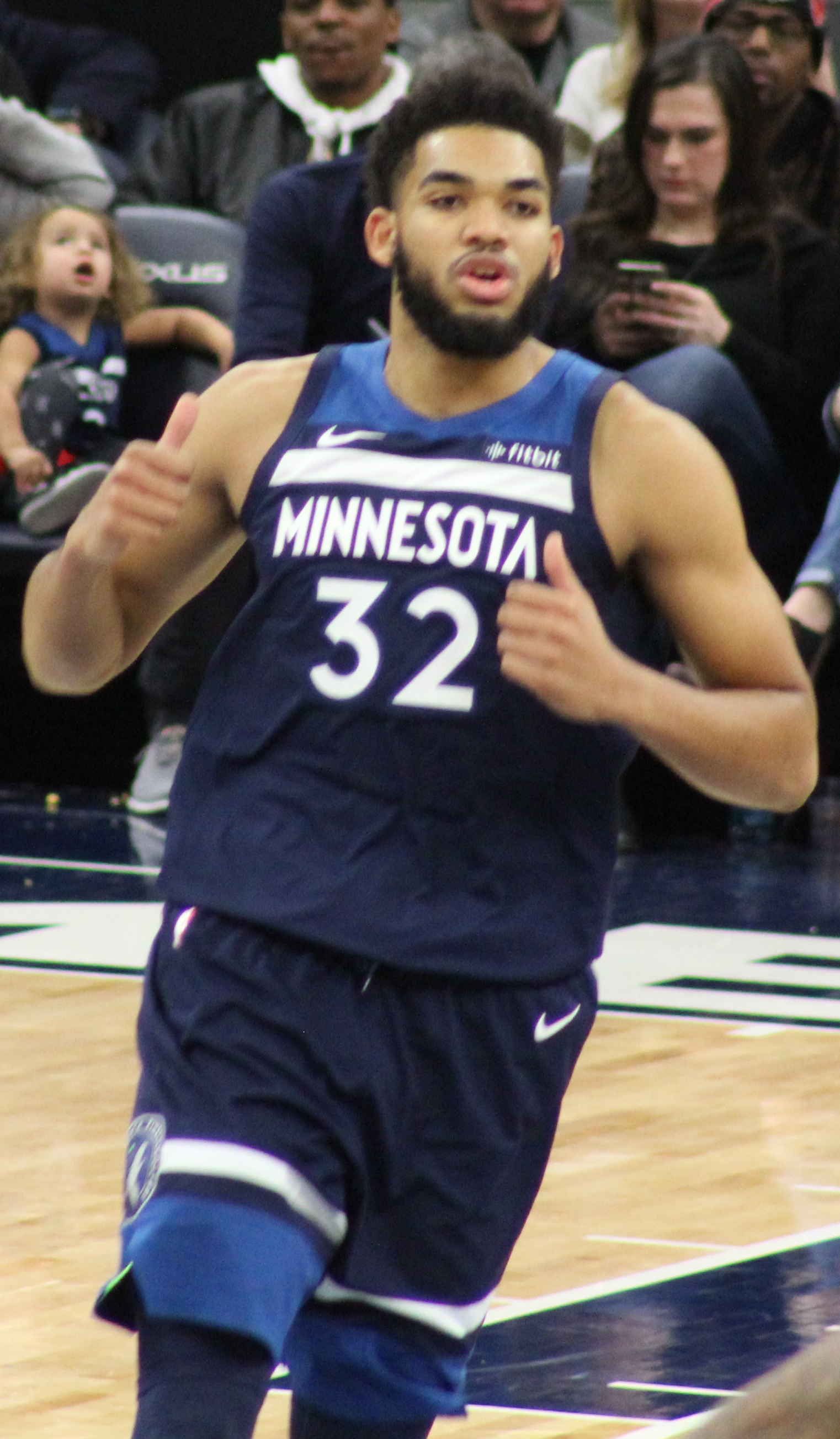
Karl-Anthony Towns

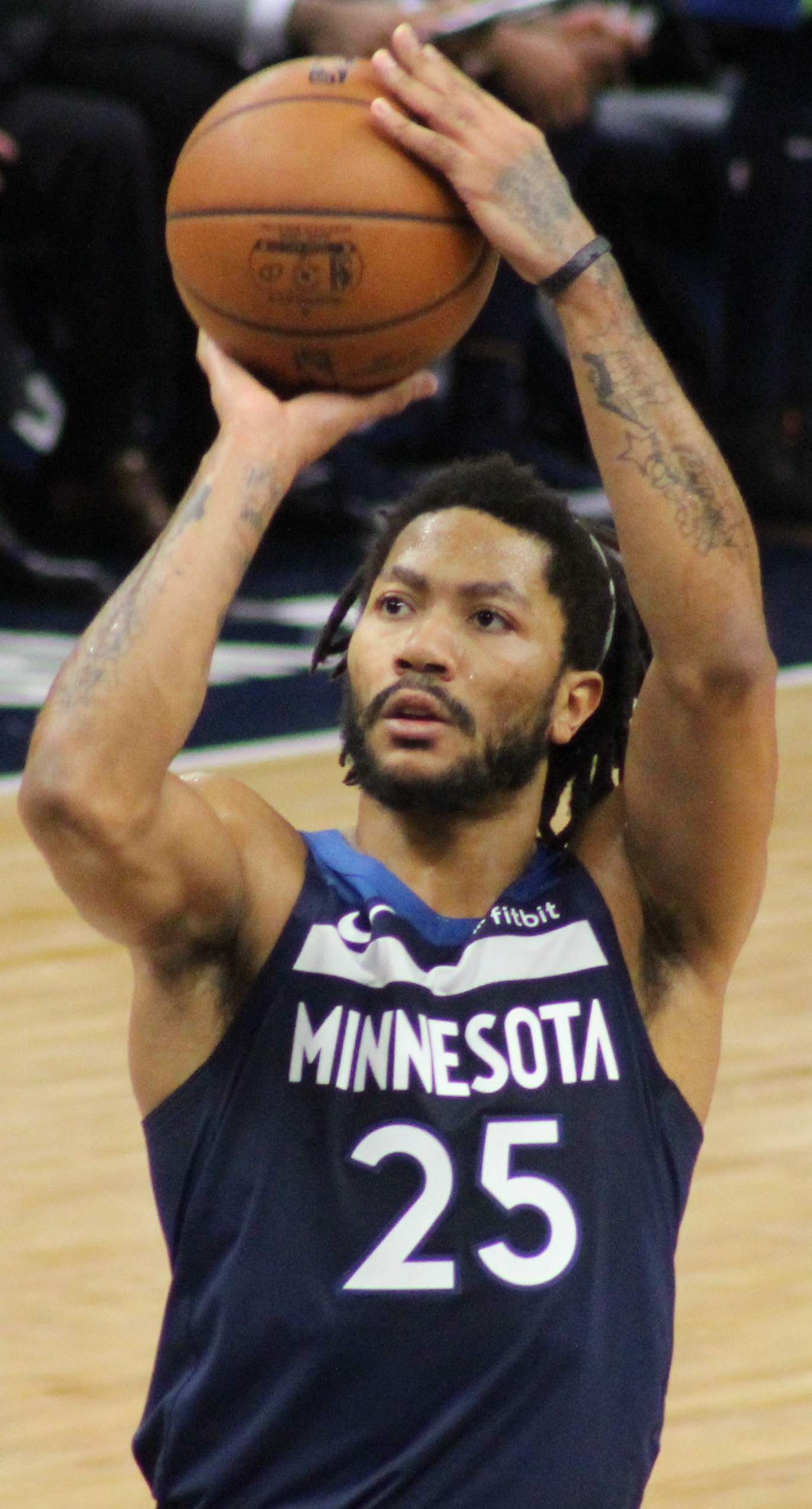
Derrick Rose

Dopo il discreto 40-42 in regular season del 2013-14, al Draft NBA 2014 i Wolves ottengono la tredicesima scelta con la guardia Zach LaVine. Il 23 agosto viene ufficializzata la trade che porta il capitano della squadra Kevin Love e tre volte All-Star ai Cleveland Cavaliers, in cambio della prima scelta assoluta al Draft 2014 Andrew Wiggins. La stagione procede a fatica per i Timberwolves nonostante le notevoli prestazioni di LaVine e Wiggins, nominato Matricola dell'anno a fine stagione oltre al ritorno in Minnesota dopo otto anni di Kevin Garnett per l'ultimo scampolo di carriera. La franchigia termina all'ultimo posto in ogni classifica nel 2014-15 con un record di 16-66, ottenendo però un vantaggio notevole nella Draft Lottery che le permette di ottenere la prima scelta assoluta al Draft NBA 2015. La scelta ricade sul centro Karl-Anthony Towns. I Wolves guidati da Towns, futuro Rookie dell'anno, ottengono 13 vittorie in più rispetto alla stagione precedente, pur finendo nuovamente ultimi in Division.
Il 20 aprile 2016 viene annunciato come nuovo allenatore e general manager Tom Thibodeau, reduce da un'esperienza di cinque anni con i Chicago Bulls senza mai mancare l'accesso ai playoff. Durante la regular season sono decisive le prestazioni di Wiggins, LaVine e Towns. La stagione termina con un record di 31 vittorie e 51 sconfitte, migliore stagione dalla partenza di Kevin Love.
Per il 2017-18 partono in direzione Chicago Bulls sia Kris Dunn che Zach LaVine in cambio dell'All-Star Jimmy Butler, che ritrova l'ex Coach Tom Thibodeau, oltre al play, sempre ex Chicago e ben conosciuto da Thibodeau, Derrick Rose. In seguito raggiungono Minnesota anche Taj Gibson e il tre volte Sixth Man of the year Jamal Crawford. Per la prima volta dal 2004 i Timberwolves riescono a qualificarsi per i play-off con un bilancio di 47 vittorie e 35 sconfitte, grazie alle ottime prestazioni di Butler e Towns. Ai play-off vengono eliminati però al primo turno dagli Houston Rockets. A questa stagione non faranno seguito altri accessi ai playoff nelle annate subito successive. Il 6 gennaio 2019 Thibodeau viene licenziato, sostituito momentaneamente da Ryan Saunders con il compito di traghettare la squadra fino a quando non fosse stato trovato un capo allenatore permanente. Il 6 febbraio 2020 i Timberwolves cedono Andrew Wiggins ai Golden State Warriors per D'Angelo Russell. Alla fine della stagione ottengono la prima scelta nel Draft NBA 2020, selezionando la guardia Anthony Edwards con cui ricostruire la squadra insieme a Towns. Il 21 febbraio 2021 Ryan Saunders viene licenziato e sostituito in panchina da Chris Finch. I Timberwolves terminano la stagione con un record di 23-49, mancando l'accesso ai playoff ma denotando margini di crescita dei suoi uomini chiave: la coppia Towns-Edwards.  
La crescita prosegue nelle stagioni seguenti, dove i Wolves tornano a disputare i playoff. Nel 2021-22 e 2022-23 la squadra raggiunge il primo turno dei playoff, venendo eliminata rispettivamente da Memphis Grizzlies e Denver Nuggets e tornando a giocare, dai tempi di Garnett, due stagioni consecutive in post season. Ancora meglio la stagione successiva, in cui la franchigia eguaglia il miglior risultato della sua storia: la finale di Western Conference, come già accaduto nel 2004. A cadere sotto i colpi dei Timbervolves nei playoff sono Phoenix Suns e Denver Nuggets, prima di venire eliminati dai Dallas Mavericks di Luka Doncic. Oltre alla coppia Towns-Edwards, la squadra conta su elementi di esperienza come Mike Conley e Rudy Gobert. 

### 2024: Il post Karl Anthony Towns
Alla fine della stagione la franchigia decide di scambiare Karl Anthony Towns ai New York Knicks in cambio di tre giocatori: Julius Randle, Donte DiVincenzo e Keita Bates-Diop, puntando sulla stella nascente e ormai nuovo leader Anthony Edwards, con l'obiettivo playoff.

## Arene di gioco
- Hubert H. Humphrey Metrodome (1989-1990)
- Target Center (1990-)

## Squadra attuale
| \| Pos. \| Num. \| Naz. \| Nome \| Altezza \| Peso \| Data nascita \| Provenienza \| \| ---- \| ---- \| ---- \| ----------------- \| ------- \| ------ \| ------------ \| --------------------- \| \| P \| 0 \| \| DiVincenzo, Donte \| 193 cm \| 92 kg \| 31-01-1997 \| Villanova \| \| G/AP \| 00 \| \| Shannon, Terrence \| 198 cm \| 102 kg \| 30-07-2000 \| Illinois \| \| AG \| 3 \| \| McDaniels, Jaden \| 206 cm \| 84 kg \| 29-09-2000 \| Washington \| \| P \| 4 \| \| Dillingham, Rob \| 188 cm \| 74 kg \| 04-01-2005 \| Kentucky \| \| G/AP \| 5 \| \| Edwards, Anthony \| 193 cm \| 102 kg \| 05-08-2001 \| Georgia \| \| G/AP \| 7 \| \| Ingles, Joe \| 206 cm \| 100 kg \| 02-10-1987 \| Australia \| \| AP \| 8 \| \| Minott, Josh \| 203 cm \| 93 kg \| 25-11-2002 \| Memphis \| \| P \| 10 \| \| Conley, Mike \| 185 cm \| 79 kg \| 11-10-1987 \| Ohio State \| \| AG \| 11 \| \| Reid, Naz \| 208 cm \| 113 kg \| 26-08-1999 \| LSU \| \| G \| 13 \| \| Newton, Tristen \| 196 cm \| 88 kg \| 26-04-2001 \| Connecticut \| \| C \| 14 \| \| Edwards, Jesse \| 213 cm \| 109 kg \| 18-03-2000 \| West Virginia \| \| G \| 22 \| \| Clark, Jaylen \| 196 cm \| 93 kg \| 13-10-2001 \| UCLA \| \| C \| 27 \| \| Gobert, Rudy \| 216 cm \| 117 kg \| 26-06-1992 \| Francia \| \| AG \| 30 \| \| Randle, Julius \| 206 cm \| 113 kg \| 29-11-1994 \| Kentucky \| \| AP \| 33 \| \| Miller, Leonard \| 208 cm \| 95 kg \| 26-11-2003 \| Fort Erie \| \| P/G \| 77 \| \| Hyland, Bones \| 193 cm \| 78 kg \| 14-09-2000 \| Virginia Commonwealth \| \| C \| \| \| Beringer, Joan \| 211 cm \| 109 kg \| 11-11-2006 \| Slovenia \| | Allenatore - Chris Finch Assistente/i - Nathan Bubes - Moses Ehambe - Kevin Hanson - Chris Hines - Max Lefevre - Jeff Newton - Pablo Prigioni - Elston Turner - Corliss Williamson Legenda - (C) Capitano - (FA) Free agent - (S) Sospeso - (TW) Contratto Two-way - (GL) Assegnato a squadra G League affiliata - Infortunato Roster • Transazioni · Ultima transazione: 25 giugno 2025 |                                              |                   |         |        |              |                       |
| Pos. | Num. | Naz.                                         | Nome              | Altezza | Peso   | Data nascita | Provenienza           |
| P | 0 | Stati Uniti (bandiera) · Italia (bandiera)   | DiVincenzo, Donte | 193 cm  | 92 kg  | 31-01-1997   | Villanova             |
| G/AP | 00 | Stati Uniti (bandiera)                       | Shannon, Terrence | 198 cm  | 102 kg | 30-07-2000   | Illinois              |
| AG | 3 | Stati Uniti (bandiera)                       | McDaniels, Jaden  | 206 cm  | 84 kg  | 29-09-2000   | Washington            |
| P | 4 | Stati Uniti (bandiera)                       | Dillingham, Rob   | 188 cm  | 74 kg  | 04-01-2005   | Kentucky              |
| G/AP | 5 | Stati Uniti (bandiera)                       | Edwards, Anthony  | 193 cm  | 102 kg | 05-08-2001   | Georgia               |
| G/AP | 7 | Australia (bandiera)                         | Ingles, Joe       | 206 cm  | 100 kg | 02-10-1987   | Australia             |
| AP | 8 | Stati Uniti (bandiera) · Giamaica (bandiera) | Minott, Josh      | 203 cm  | 93 kg  | 25-11-2002   | Memphis               |
| P | 10 | Stati Uniti (bandiera)                       | Conley, Mike      | 185 cm  | 79 kg  | 11-10-1987   | Ohio State            |
| AG | 11 | Stati Uniti (bandiera)                       | Reid, Naz         | 208 cm  | 113 kg | 26-08-1999   | LSU                   |
| G | 13 | Stati Uniti (bandiera)                       | Newton, Tristen   | 196 cm  | 88 kg  | 26-04-2001   | Connecticut           |
| C | 14 | Paesi Bassi (bandiera)                       | Edwards, Jesse    | 213 cm  | 109 kg | 18-03-2000   | West Virginia         |
| G | 22 | Stati Uniti (bandiera)                       | Clark, Jaylen     | 196 cm  | 93 kg  | 13-10-2001   | UCLA                  |
| C | 27 | Francia (bandiera)                           | Gobert, Rudy      | 216 cm  | 117 kg | 26-06-1992   | Francia               |
| AG | 30 | Stati Uniti (bandiera)                       | Randle, Julius    | 206 cm  | 113 kg | 29-11-1994   | Kentucky              |
| AP | 33 | Canada (bandiera)                            | Miller, Leonard   | 208 cm  | 95 kg  | 26-11-2003   | Fort Erie             |
| P/G | 77 | Stati Uniti (bandiera)                       | Hyland, Bones     | 193 cm  | 78 kg  | 14-09-2000   | Virginia Commonwealth |
| C | | Francia (bandiera)                           | Beringer, Joan    | 211 cm  | 109 kg | 11-11-2006   | Slovenia              |

## Record stagione per stagione
| Campione NBA | Campione di Conference | Campione di Division |

| STAGIONE               | V    | P    | %    | Posizione Division | Playoff                                                                              | Risultati                                                                         |
| ---------------------- | ---- | ---- | ---- | ------------------ | ------------------------------------------------------------------------------------ | --------------------------------------------------------------------------------- |
| Minnesota Timberwolves |      |      |      |                    |                                                                                      |                                                                                   |
| 1989-1990              | 22   | 60   | .268 | 6º                 | -                                                                                    | -                                                                                 |
| 1990-1991              | 29   | 53   | .354 | 5º                 | -                                                                                    | -                                                                                 |
| 1991-1992              | 15   | 67   | .183 | 6º                 | -                                                                                    | -                                                                                 |
| 1992-1993              | 19   | 63   | .232 | 5º                 | -                                                                                    | -                                                                                 |
| 1993-1994              | 20   | 62   | .244 | 5º                 | -                                                                                    | -                                                                                 |
| 1994-1995              | 21   | 61   | .256 | 6º                 | -                                                                                    | -                                                                                 |
| 1995-1996              | 26   | 56   | .317 | 6º                 | -                                                                                    | -                                                                                 |
| 1996-1997              | 40   | 42   | .488 | 3º                 | Perdono il Primo Round                                                               | Houston 3, Minnesota 0                                                            |
| 1997-1998              | 45   | 37   | .549 | 3º                 | Perdono il Primo Round                                                               | Seattle 3, Minnesota 2                                                            |
| 1998-1999              | 25   | 25   | .500 | 4º                 | Perdono il Primo Round                                                               | San Antonio 3, Minnesota 1                                                        |
| 1999-2000              | 50   | 32   | .610 | 3º                 | Perdono il Primo Round                                                               | Portland 3, Minnesota 1                                                           |
| 2000-2001              | 47   | 35   | .573 | 4º                 | Perdono il Primo Round                                                               | San Antonio 3, Minnesota 1                                                        |
| 2001-2002              | 50   | 32   | .610 | 3º                 | Perdono il Primo Round                                                               | Dallas 3, Minnesota 0                                                             |
| 2002-2003              | 51   | 31   | .622 | 3º                 | Perdono il Primo Round                                                               | LA Lakers 4, Minnesota 2                                                          |
| 2003-2004*             | 58   | 24   | .707 | 1º                 | Vincono il Primo Round Vincono le Conference Semifinals Perdono le Conference Finals | Minnesota 4, Denver 1 Minnesota 4, Sacramento 3 LA Lakers 4, Minnesota 2          |
| 2004-2005              | 44   | 38   | .537 | 3º                 | -                                                                                    | -                                                                                 |
| 2005-2006              | 33   | 49   | .402 | 4º                 | -                                                                                    | -                                                                                 |
| 2006-2007              | 32   | 50   | .390 | 4º                 | -                                                                                    | -                                                                                 |
| 2007-2008              | 22   | 60   | .268 | 4º                 | -                                                                                    | -                                                                                 |
| 2008-2009              | 24   | 58   | .293 | 4º                 | -                                                                                    | -                                                                                 |
| 2009-2010              | 15   | 67   | .183 | 5º                 | -                                                                                    | -                                                                                 |
| 2010-2011              | 17   | 65   | .207 | 5º                 | -                                                                                    | -                                                                                 |
| 2011-2012              | 26   | 40   | .394 | 5º                 | -                                                                                    | -                                                                                 |
| 2012-2013              | 31   | 51   | .378 | 5º                 | -                                                                                    | -                                                                                 |
| 2013-2014              | 40   | 42   | .488 | 3º                 | -                                                                                    | -                                                                                 |
| 2014-2015              | 16   | 66   | .195 | 5º                 | -                                                                                    | -                                                                                 |
| 2015-2016              | 29   | 53   | .354 | 5º                 | -                                                                                    | -                                                                                 |
| 2016-2017              | 31   | 51   | .378 | 5º                 | -                                                                                    | -                                                                                 |
| 2017-2018              | 47   | 35   | .573 | 4º                 | Perdono il Primo Round                                                               | Houston 4, Minnesota 1                                                            |
| 2018-2019              | 36   | 46   | .439 | 5º                 | -                                                                                    | -                                                                                 |
| 2019-2020              | 19   | 45   | .297 | 5º                 | -                                                                                    | -                                                                                 |
| 2020-2021              | 23   | 49   | .319 | 4º                 | -                                                                                    | -                                                                                 |
| 2021-2022              | 46   | 36   | .561 | 3º                 | Vincono il Play-in Game 7-8 Perdono il Primo Round                                   | Minnesota 1, LA Clippers 0 Memphis 4, Minnesota 2                                 |
| 2022-2023              | 42   | 40   | .512 | 8º                 | Perdono il Play-in Game 7-8 Vincono il Play-in Game 8-9 Perdono il Primo Round       | LA Lakers 1, Minnesota 0 Minnesota 1, Oklahoma City 0 Denver 4, Minnesota 1       |
| 2023-2024              | 56   | 26   | .683 | 3º                 | Vincono il Primo Round Vincono le Conference Semifinals Perdono le Conference Finals | Minnesota 4, Phoenix 0 Minnesota 4, Denver 3 Dallas 4, Minnesota 1                |
| 2024-2025              | 49   | 33   | .598 | 3º                 | Vincono il Primo Round Vincono le Conference Semifinals Perdono le Conference Finals | Minnesota 4, LA Lakers 1 Minnesota 4, Golden State 1 Oklahoma City 4, Minnesota 1 |
| Totale                 | 1196 | 1680 | .416 |                    |                                                                                      |                                                                                   |
| Playoffs               | 39   | 55   | .415 |                    |                                                                                      |                                                                                   |

(*) - denota Campioni di Division.

## Palmarès
|                    | Titoli | Anni      |
| ------------------ | ------ | --------- |
| Titoli di Division | 1      | 2003-2004 |

## Premi individuali
NBA Most Valuable Player Award
- Kevin Garnett – 2004

NBA All-Star Game Most Valuable Player Award
- Kevin Garnett – 2003

NBA Rookie of the Year Award
- Andrew Wiggins – 2015
- Karl-Anthony Towns – 2016

NBA Defensive Player of the Year Award
- Rudy Gobert - 2024

NBA Sixth Man of the Year Award
- Naz Reid - 2024

NBA Most Improved Player Award
- Kevin Love – 2011

Twyman-Stokes Teammate of the Year Award
- Jamal Crawford – 2018

J. Walter Kennedy Citizenship Award
- Kevin Garnett – 2006

NBA Slam Dunk Contest
- Isaiah Rider - 1994
- Zach LaVine - 2015, 2016

NBA Three-point Shootout
- Kevin Love - 2012
- Karl-Anthony Towns - 2022

All-NBA First Team
- Kevin Garnett - 2000, 2003, 2004

All-NBA Second Team
- Kevin Garnett - 2001, 2002, 2007
- Sam Cassell - 2004
- Kevin Love - 2012, 2014
- Anthony Edwards - 2024, 2025

All-NBA Third Team
- Kevin Garnett - 1999, 2006
- Jimmy Butler - 2018
- Karl-Anthony Towns - 2018, 2022

NBA All-Defensive First Team
- Kevin Garnett – 2000, 2001, 2002, 2003, 2004, 2005
- Rudy Gobert - 2024

NBA All-Defensive Second Team
- Kevin Garnett - 2006, 2007
- Jimmy Butler - 2018
- Jaden McDaniels - 2024
- Rudy Gobert - 2025

NBA Rookie First Team
- Pooh Richardson - 1990
- Christian Laettner - 1993
- Isaiah Rider – 1994
- Stephon Marbury – 1997
- Wally Szczerbiak – 2000
- Randy Foye – 2007
- Ricky Rubio – 2012
- Andrew Wiggins - 2015
- Karl-Anthony Towns – 2016
- Anthony Edwards – 2021

NBA Rookie Second Team
- Felton Spencer – 1991
- Kevin Garnett – 1996
- Craig Smith – 2007
- Kevin Love – 2009
- Jonny Flynn - 2010
- Wesley Johnson – 2011
- Derrick Williams – 2012
- Gorgui Dieng - 2014
- Zach LaVine - 2015

## Giocatori importanti

### Membri della Basketball Hall of Fame
- Kevin Garnett dal 2020.

### Numeri ritirati
| Numeri ritirati Minnesota Timberwolves |             |       |            |                      |
| Num.                                   | Giocatore   | Ruolo | Stagione/i | Giorno ritiro maglia |
| 2                                      | Malik Sealy | F     | 1998-2000  | 4 novembre 2000      |

- La maglia numero 6 di Bill Russell è stata ritirata l'11 agosto 2022 per tutte le squadre che partecipano al campionato NBA.
- Anche se effettivamente non è stata ancora ritirata, la nº 21 di Kevin Garnett non è possibile da utilizzare.

## Leader di franchigia
Dati aggiornati al 1° ottobre 2024.
1. Kevin Garnett: 19.201
2. Karl-Anthony Towns: 13.121
3. Andrew Wiggins: 8.710
4. Sam Mitchell: 7.161
5. Kevin Love: 6.989
6. Anthony Edwards: 6.920
7. Wally Szczerbiak: 6.777
8. Doug West: 6.216
9. Tony Campbell: 4.888
10. Christian Laettner: 4.759

1. Kevin Garnett: 970
2. Sam Mitchell: 757
3. Doug West: 609
4. Karl-Anthony Towns: 573
5. Gorgui Dieng: 498
6. Andrew Wiggins: 442
7. Wally Szczerbiak: 438
8. Ricky Rubio: 421
9. Anthony Peeler: 379
10. Kevin Love: 364

1. Kevin Garnett: 10.718
2. Karl-Anthony Towns: 6.216
3. Kevin Love: 4.453
4. Gorgui Dieng: 3.068
5. Sam Mitchell: 3.030
6. Christian Laettner: 2.225
7. Al Jefferson: 2.162
8. Tom Gugliotta: 1.970
9. Wally Szczerbiak: 1.932
10. Andrew Wiggins: 1.922

1. Kevin Garnett: 4.216
2. Ricky Rubio: 3.424
3. Pooh Richardson: 1.973
4. Karl-Anthony Towns: 1.815
5. Terrell Brandon: 1.681
6. Stephon Marbury: 1.393
7. Anthony Edwards: 1.241
8. Micheal Williams: 1.239
9. Doug West: 1.216
10. Wally Szczerbiak: 1.190

1. Kevin Garnett: 1.315
2. Ricky Rubio: 845
3. Corey Brewer: 502
4. Karl-Anthony Towns: 452
5. Sam Mitchell: 449
6. Andrew Wiggins: 436
7. Doug West: 428
8. Gorgui Dieng: 413
9. Anthony Edwards: 413
10. Tom Gugliotta: 391

1. Kevin Garnett: 1.590
2. Karl-Anthony Towns: 721
3. Gorgui Dieng: 489
4. Radoslav Nesterovič: 373
5. Al Jefferson: 300
6. Christian Laettner: 299
7. Naz Reid: 295
8. Eddie Griffin: 273
9. Felton Spencer: 266
10. Joe Smith: 265

## Allenatori
| Legenda | Legenda                                                             |
| ------- | ------------------------------------------------------------------- |
| PA      | Partite allenate                                                    |
| V       | Vittorie                                                            |
| S       | Sconfitte                                                           |
| V%      | Percentuale di vittorie                                             |
|         | Ha trascorso l'intera sua carriera da allenatore con i Timberwolves |
|         | Eletto nella Basketball Hall of Fame                                |

Note: Statistiche aggiornate a fine stagione 2023-2024.
| Minnesota Timberwolves |                |           |     |     |     |      |    |    |    |      |  |        |
| 1                      | Bill Musselman | 1989–1991 | 164 | 51  | 113 | .311 | —  | —  | —  | —    |  | [ 4 ]  |
| 2                      | Jimmy Rodgers  | 1991–1993 | 111 | 21  | 90  | .189 | —  | —  | —  | —    |  | [ 5 ]  |
| 3                      | Sidney Lowe    | 1993–1994 | 135 | 33  | 102 | .244 | —  | —  | —  | —    |  | [ 6 ]  |
| 4                      | Bill Blair     | 1994–1995 | 102 | 27  | 75  | .265 | —  | —  | —  | —    |  | [ 7 ]  |
| 5                      | Flip Saunders  | 1995–2005 | 737 | 411 | 326 | .558 | 47 | 17 | 30 | .362 |  | [ 8 ]  |
| 6                      | Kevin McHale   | 2005      | 31  | 19  | 12  | .613 | —  | —  | —  | —    |  | [ 9 ]  |
| 7                      | Dwane Casey    | 2005–2007 | 122 | 53  | 69  | .434 | —  | —  | —  | —    |  | [ 10 ] |
| 8                      | Randy Wittman  | 2007–2008 | 143 | 38  | 105 | .266 | —  | —  | —  | —    |  | [ 11 ] |
| —                      | Kevin McHale   | 2008–2009 | 63  | 20  | 43  | .317 | —  | —  | —  | —    |  | [ 9 ]  |
| 9                      | Kurt Rambis    | 2009–2011 | 164 | 32  | 132 | .195 | —  | —  | —  | —    |  | [ 12 ] |
| 10                     | Rick Adelman   | 2011–2014 | 230 | 97  | 133 | .422 | —  | —  | —  | —    |  | [ 13 ] |
| —                      | Flip Saunders  | 2014–2015 | 82  | 16  | 66  | .195 | —  | —  | —  | —    |  | [ 8 ]  |
| 11                     | Sam Mitchell   | 2015–2016 | 82  | 29  | 53  | .354 | —  | —  | —  | —    |  | [ 14 ] |
| 12                     | Tom Thibodeau  | 2016–2019 | 204 | 97  | 107 | .475 | 5  | 1  | 4  | .200 |  | [ 15 ] |
| 13                     | Ryan Saunders  | 2019–2021 | 137 | 43  | 94  | .314 | —  | —  | —  | —    |  | [ 16 ] |
| 14                     | Chris Finch    | 2021–     | 287 | 160 | 127 | .557 | 27 | 12 | 15 | .444 |  | [ 17 ] |